# Hunspell
Hunspell是一个为拥有多态和复杂组合词的语言所设计的拼写检查器，原本为匈牙利语设计。
Hunspell是一个自由软件，在GPL、LGPL和MPL三许可证下发行。Hunspell对主要平台和编程语言都有接口和封装。
Hunspell基于MySpell，并且与MySpell词典后端兼容。MySpell使用单字节字符编码，而Hunspell则可以使用Unicode UTF-8编码的词典。

## 应用
以下应用程序使用Hunspell作为拼写检查器：
- Mac OS X10.6 以及之后版本
- Eclipse，使用Hunspell4Eclipse
- Google Chrome，Google开发的一个网页浏览器[1]
- Evernote，笔记软件
- LibreOffice和OpenOffice.org，开源办公组件 （从2006年5月8日发布的2.0.2版启用）
- Mozilla Firefox和Thunderbird（均从3.x版启用）以及SeaMonkey（从2.x版启用）
- Opera，一个跨平台的网页浏览器
- Scribus，桌面出版应用 （从1.4.2版启用）[2]
- Vim，一个文本编辑器
- WPS Office，一个中国的办公组件